# Duvenstedt
Duvenstedt (en baix alemany Dubenstedt o Dubensteed) és un nucli del bezirk i seu administrativa de Wandsbek a la ciutat estat d'Hamburg a Alemanya. A la fi de 2010 tenia 6022 habitants a una superfície de 6,8 km².

## Història

Pla esquemàtic d'un poble rodó

El primer esment escrit Duvenstede data del 1261. La primera part deriva d'un nom Duvo, probablement el fundador del poble i el sufix stede indica una fundació per les Saxons, es tracta d'una terra ferma al mig dels aiguamolls del qual unes parts van sobreviure fins avui com a parc natural: el Wittmoor i el Duvenstedter Brook. A l'inici ha de ser hagut un assentament en forma poble rodó: uns masos a l'entorn d'una plaça major rodona a la fi d'un carrer en atzucac a una zona seca entre el Diekbek format de l'aiguabarreig del Wittmoorgraben i del Tangstedter Graben i la confluència de l'Ammersbek amb l'Alster.

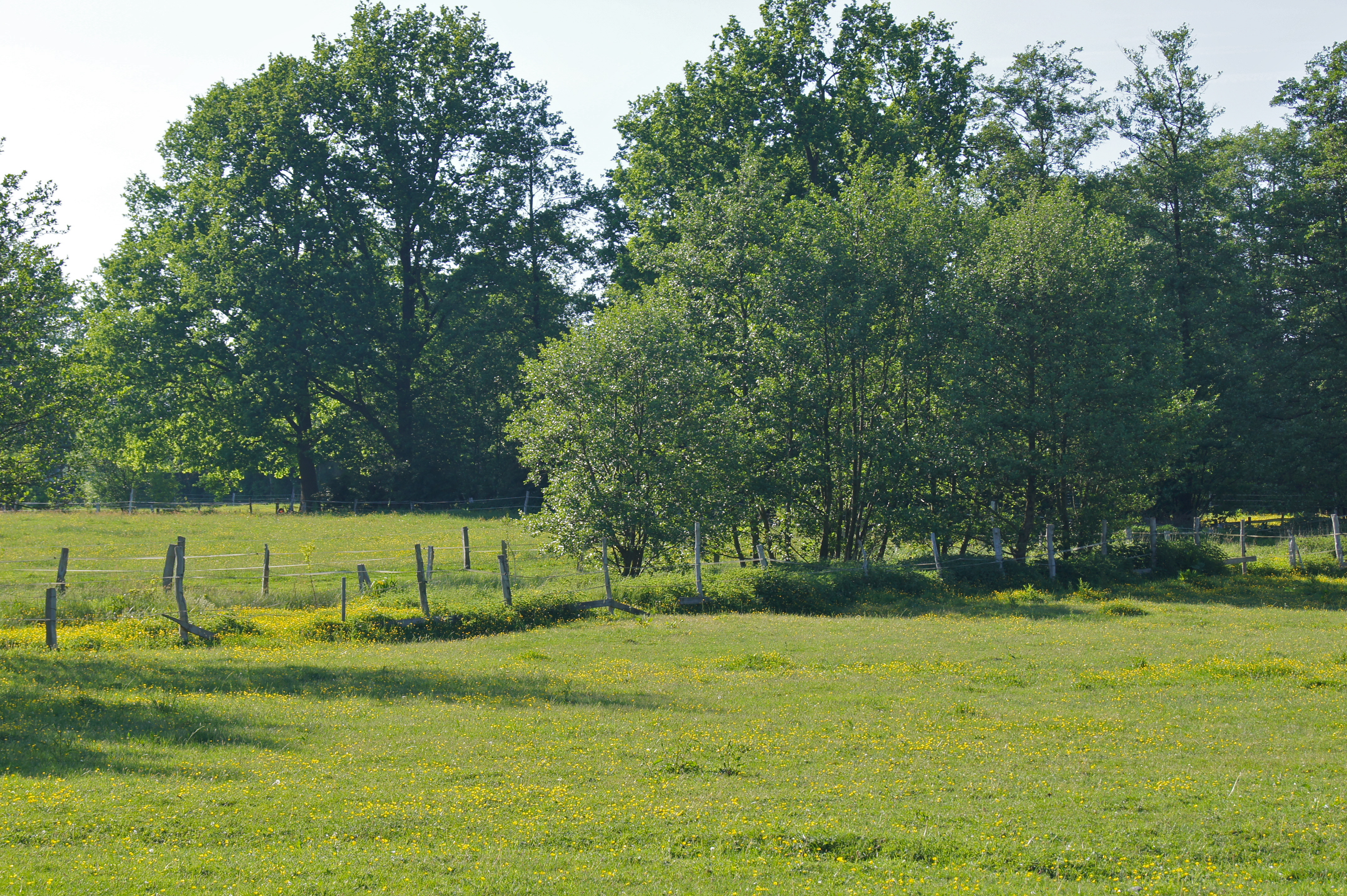
La vall del Tangstedter Graben

El nom és més jove que el poble perquè en diversos indrets de Duvenstedt van trobar-se artificis neolítics. La troballa més interessant va ser una foneria que data del segle i. Des del 1571, Duvenstedt va esdevenir una dependència de Tangstedt. El 1866 va ser anexionat per Prússia i integrat al districte de Stormarn. Després de la Llei de l'àrea metropolitana d'Hamburg del 1937 va esdevenir territori hamburguès.

## Economia
Avui, el poble és principalment un barri dormitori d'Hamburg. Hi ha unes empreses de serveis locals i l'editorial Friedrich Oettinger, famosa per l'edició alemanya de Pippi Långstrump.

## Llocs d'interès
- La reserva natural de l'aiguamoll Wittmoor i el monument a les víctimes del camp de concentració epònim.
- La reserva natural Duvenstedter Brook a Wohldorf-Ohlstedt
- La piscina natural als estanys del Wittmoorgraben

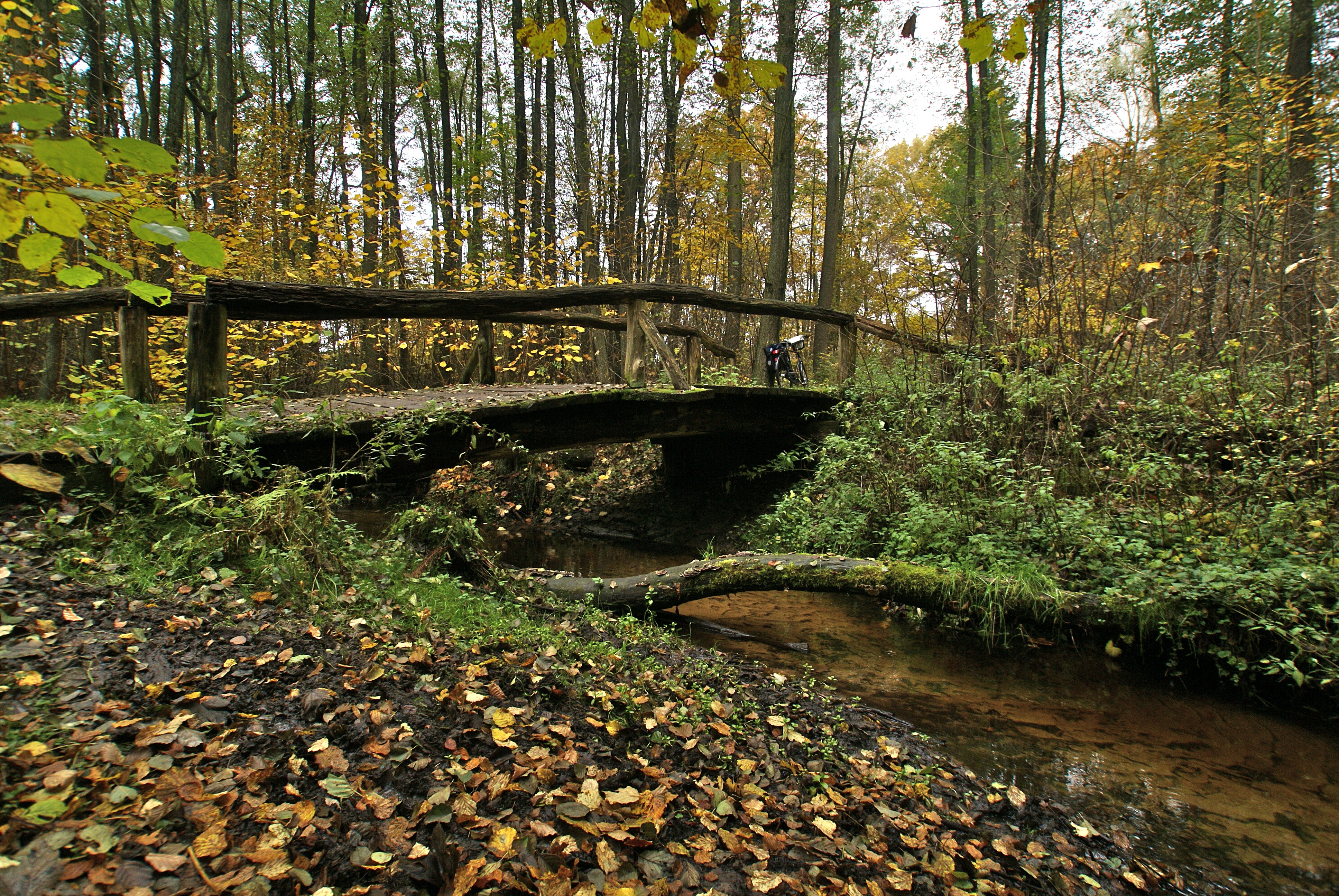
Pont al Diekbek
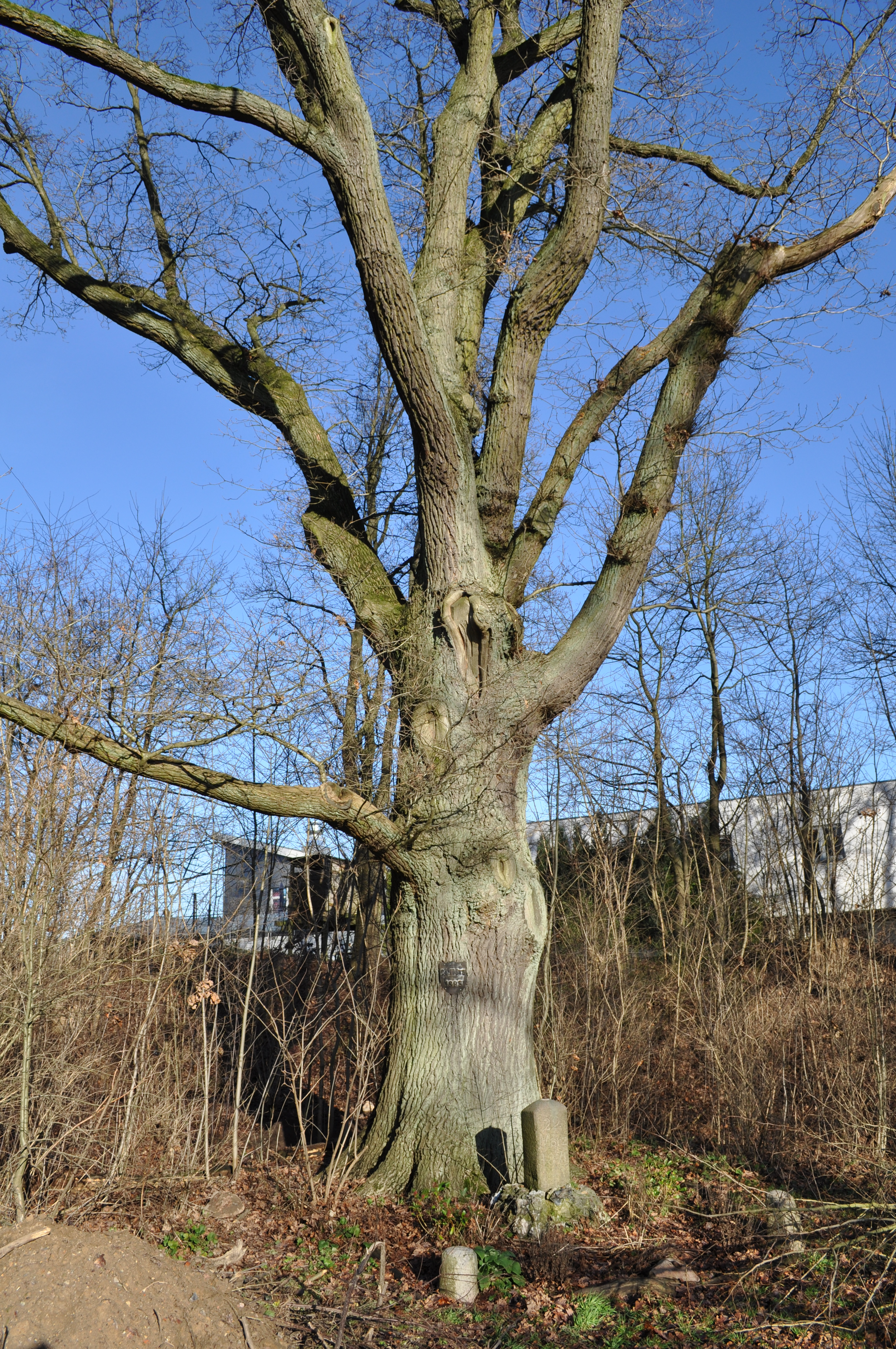
El roure de pau del 1871
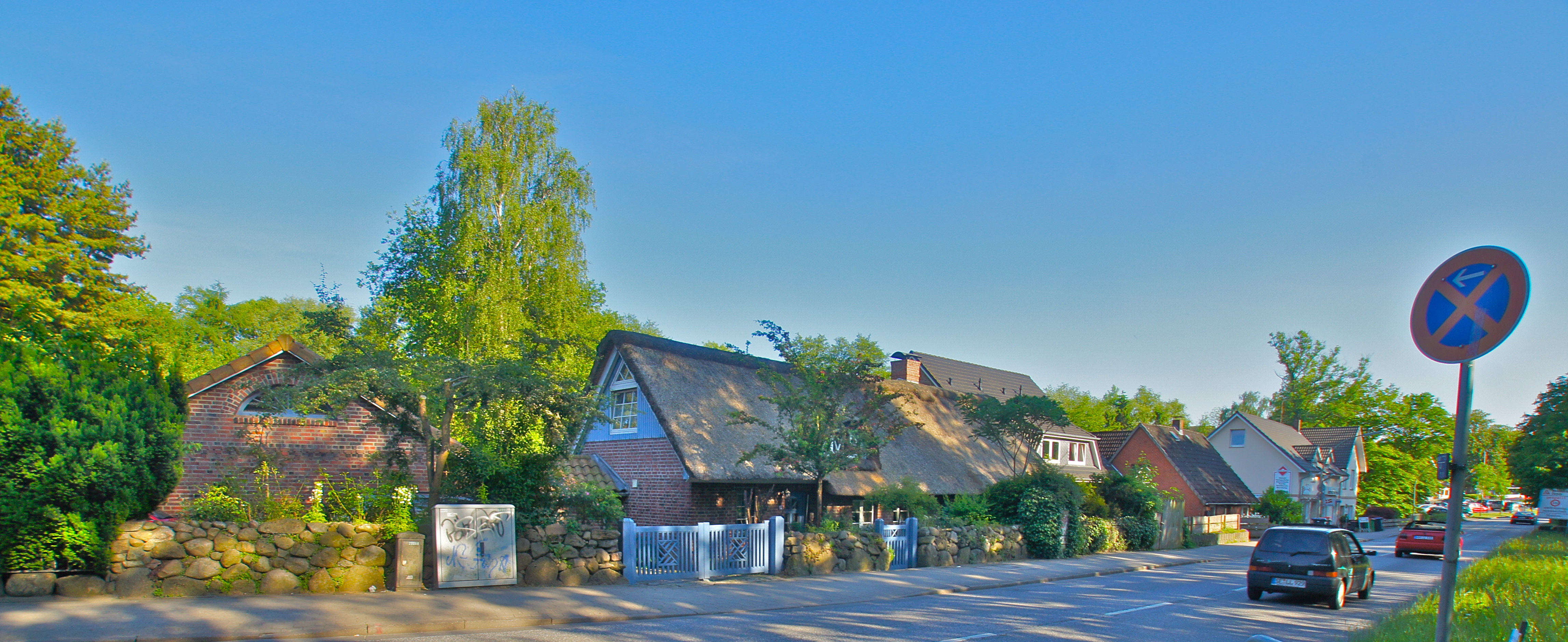
Casa amb teulada de palla al carrer Lohe
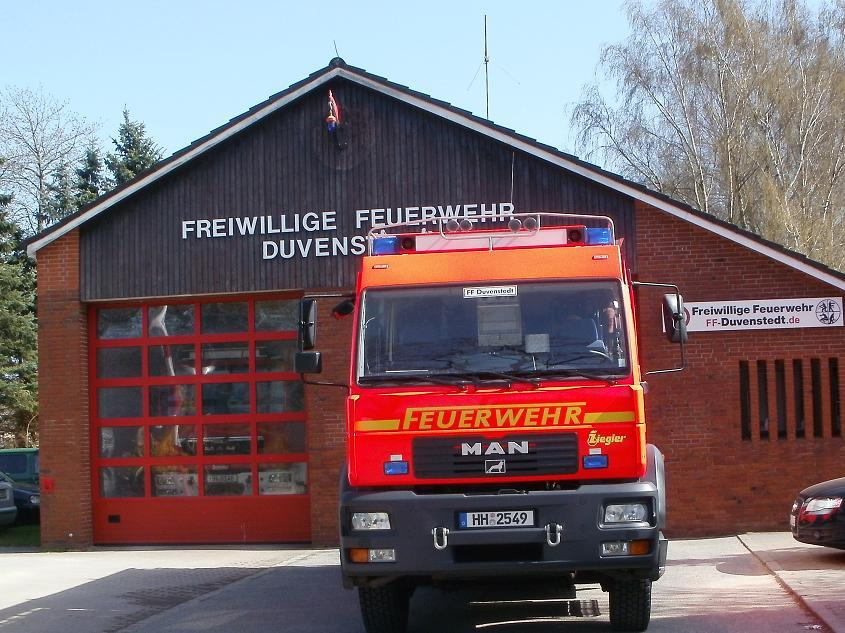
Quarter dels bombers voluntaris Arxivat 2012-01-02 a Wayback Machine.
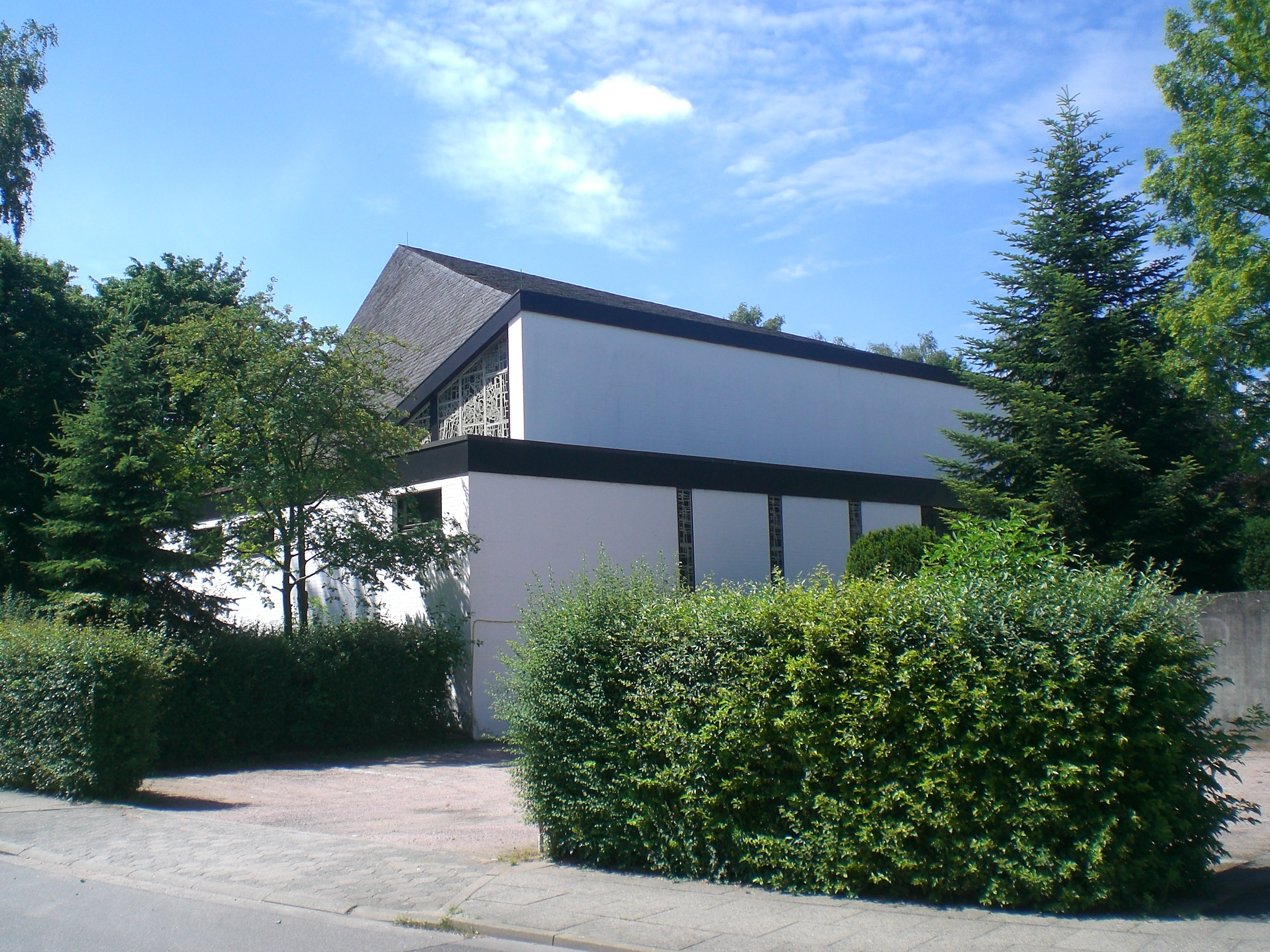
Església Cantate
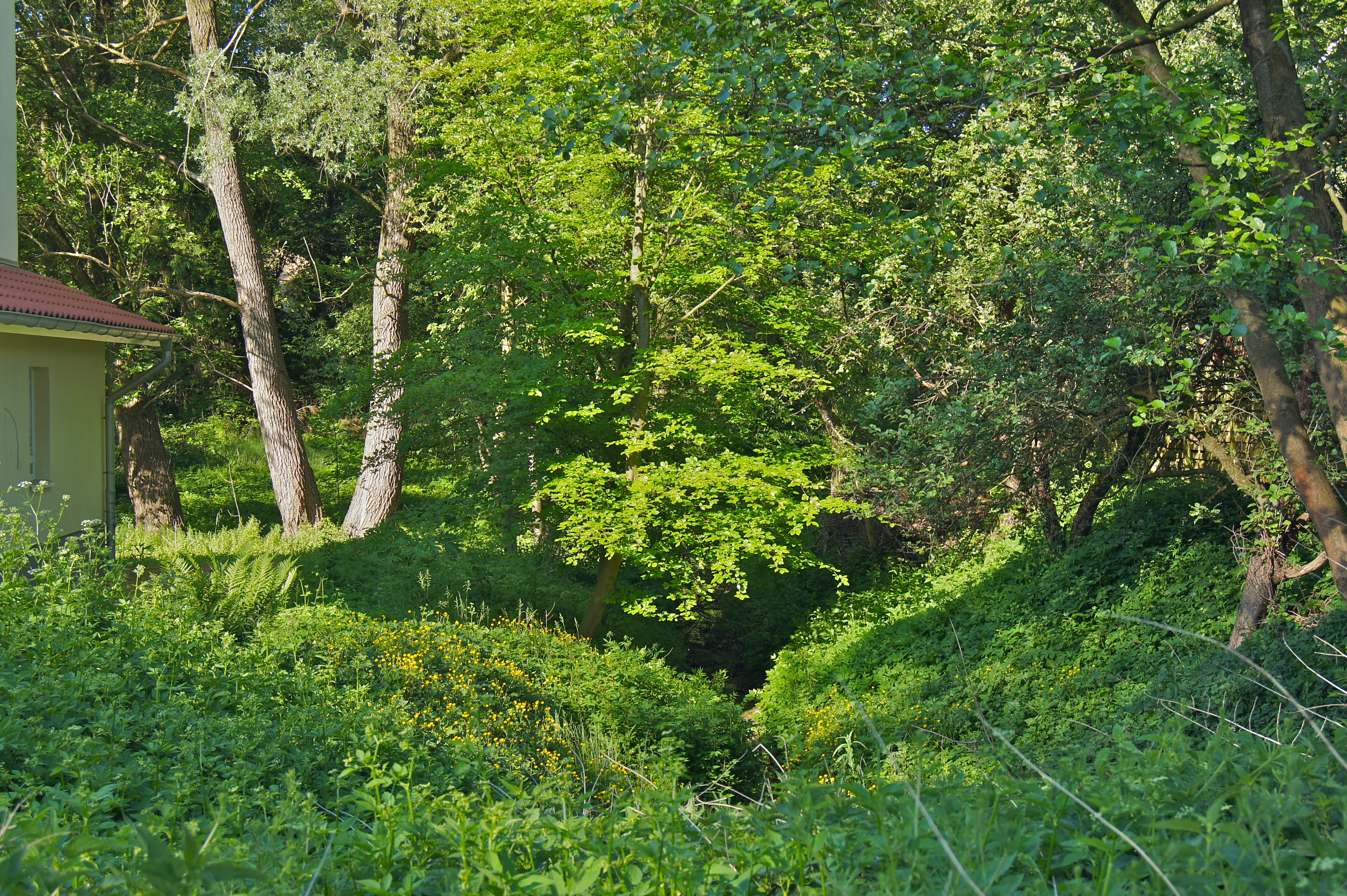
El Wittmoorgraben al carrer Puffacker, a uns metres del seu aiguabarreig amb el Diekbek
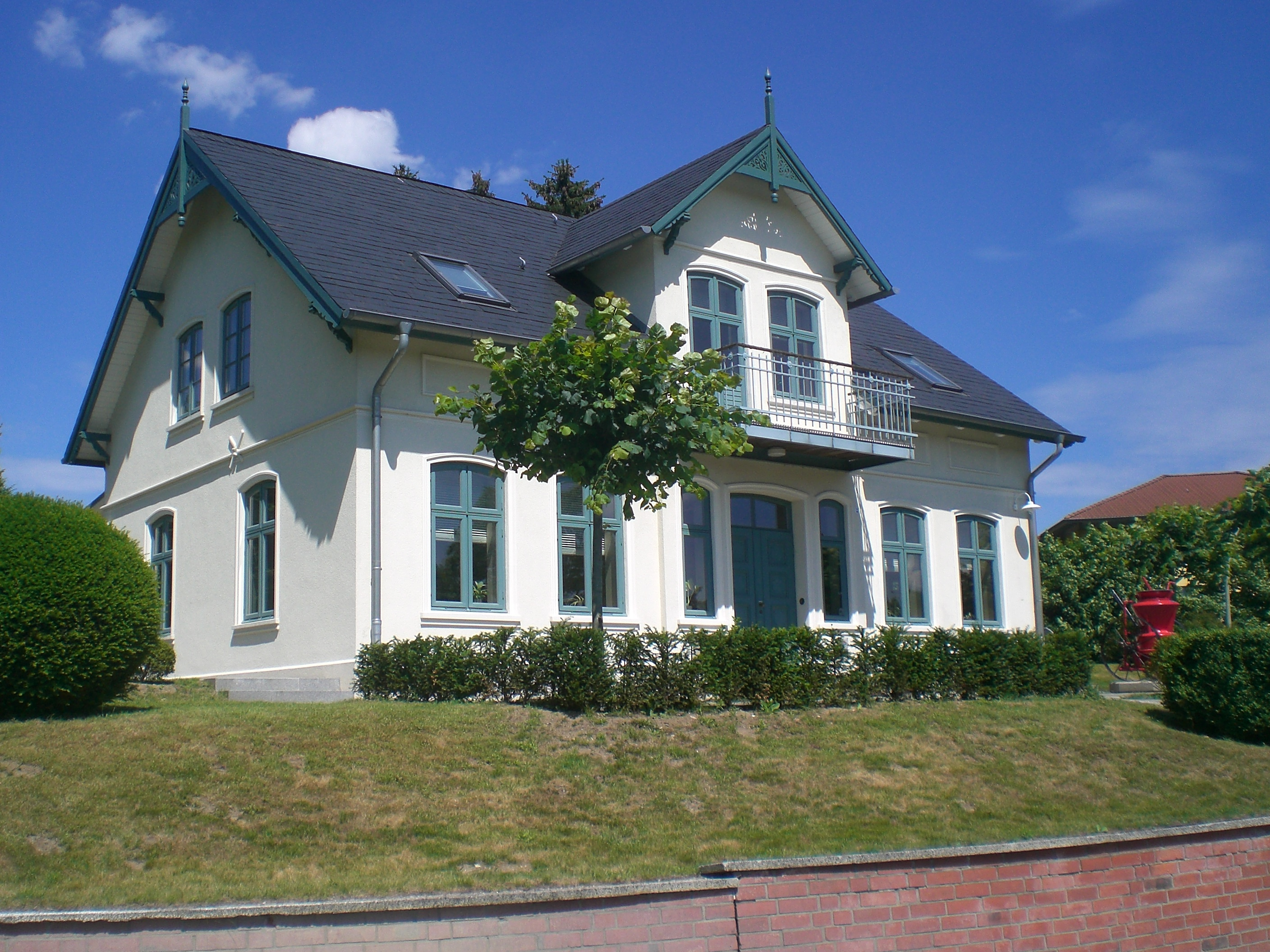
Vil·la Lichtwark, monument històric
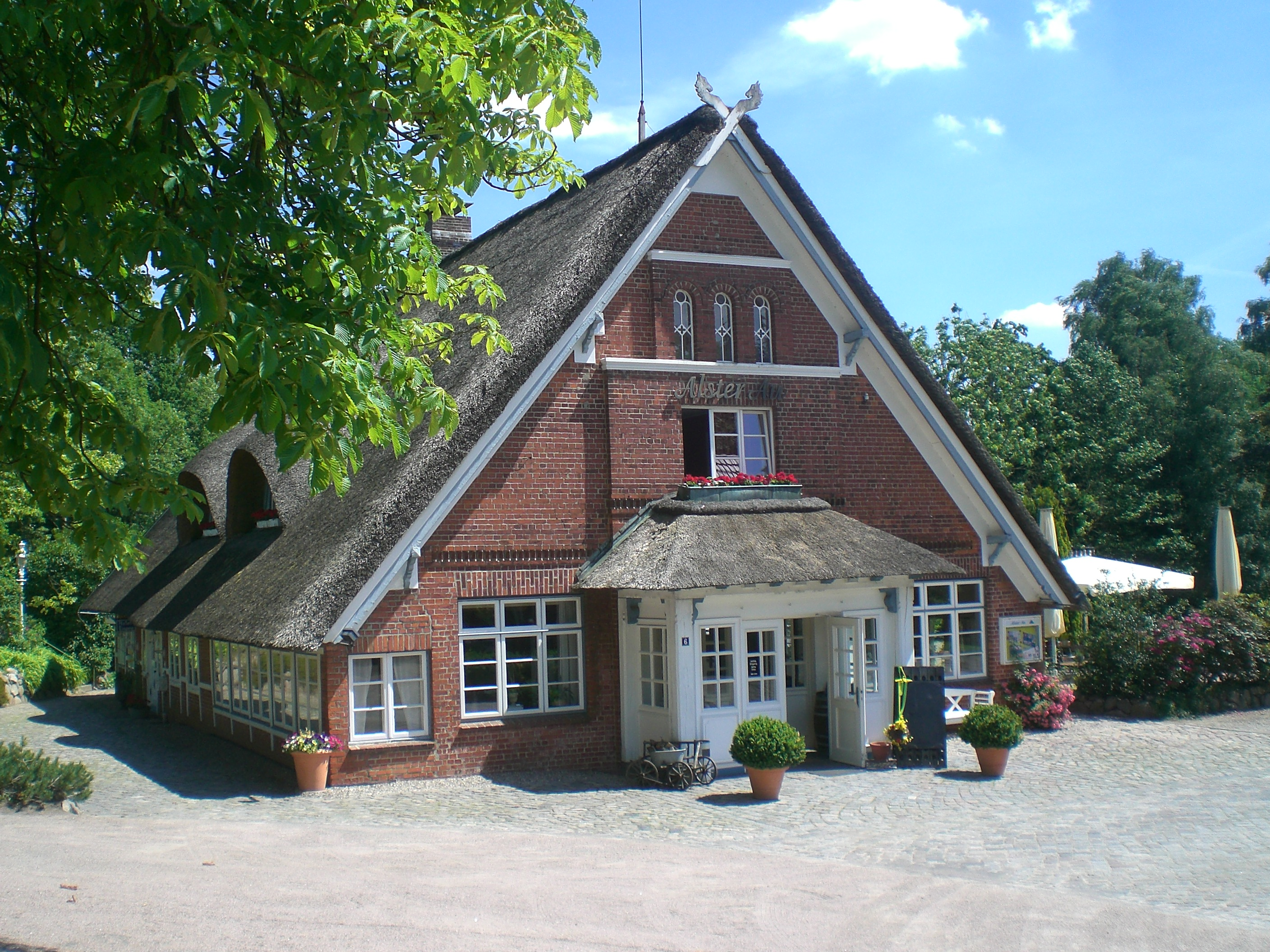
Mas amb teulat de palla al Duvenstedter Damm